# Karl Schrott
Karl Schrott (n. 9 ianuarie 1953, Zams, Tirol, Austria) este un sănier ce a reprezentat Austria, medaliat olimpic. A participat la o ediție a Jocurilor Olimpice (1980) în care a câștigat o medalie de bronz.

## Participări
Lista de mai jos prezintă principalele competiții la care a participat Karl Schrott de-a lungul carierei.
- Sanie la Jocurile Olimpice de iarnă din 1980 – proba de dublu[*]